# Слудерно
Слудерно (итал. Sluderno) је насеље у Италији у округу Болцано, региону Трентино-Јужни Тирол.
Према процени из 2011. у насељу је живело 1611 становника. Насеље се налази на надморској висини од 920 м.

## Становништво
Према резултатима пописа становништва 2011. у општини је живело 1.832 становника.
| 1931. | 1936. | 1951. | 1961. | 1971. | 1981. | 1991. | 2001. | 2011. |
| ----- | ----- | ----- | ----- | ----- | ----- | ----- | ----- | ----- |
| 1.139 | 1.205 | 1.270 | 1.404 | 1.552 | 1.633 | 1.718 | 1.848 | 1.832 |